# Amarwara
Amarwara es una localidad de la India en el distrito de Chhindwara, estado de Madhya Pradesh.

## Geografía
Se encuentra a una altitud de 804 m s. n. m. a 277 km de la capital estatal, Bhopal, en la zona horaria UTC +5:30.

## Demografía
Según estimación 2010 contaba con una población de 15 027 habitantes.